# بازآرایی اشتیگلیتس
بازآرایی اشتیگلیتس(به انگلیسی: Stieglitz rearrangement) یک واکنش بازآرایی در شیمی آلی است که به نام ژولیوس اشتیگلیتس شیمی‌دان آمریکایی (۱۸۶۷–۱۹۳۷) نامگذاری شده‌است و اولین بار توسط او و پل نیکولاس لیچ در سال ۱۹۱۳ مورد مطالعه و بررسی قرار گرفت. این واکنش عبارت است از بازآرایی-۲٬۱ مشتقات تریتیل آمین به تری‌آریلایمین‌ها. این واکنش با بازآرایی بکمان قابل مقایسه است که شامل جانشینی در یک اتم نیتروژن از طریق انتقال کربن به نیتروژن است. به عنوان مثال، تری‌آریل هیدروکسیل‌آمین‌ها می‌توانند با آب‌زدایی و انتقال یک گروه فنیل پس از فعال سازی با فسفر پنتاکلرید، یک بازآرایی اشتیگلیتس انجام دهند تا تری
آریل ایمین مربوط، که یک شیف‌باز است را تولید کنند.
به‌طور کلی ، اصطلاح «بازآرایی اشتیگلیتس» برای توصیف طیف گسترده‌ای از واکنش‌های بازآرایی آمین‌ها به ایمین‌ها استفاده می‌شود. گر چه، این واکنش عموما به بازآرایی تری‌آریل هیدروکسیل‌آمین‌ها مرتبط است که به خوبی  در مقالات دانشگاهی نیز گزارش شده‌است. بازآرایی اشتیگلیتس می‌تواند در مشتقات آلکیل‌دار شده آمین،  هالوآمین‌ها و آزیدها و همچنین سایر مشتقات فعال شده آمین نیز رخ دهد.

## همچنین ببینید
- بازآرایی بکمان
- بازآرایی کورتیوس
- اکسایش داکین
- واکنش اشمیت